# 阿兰唐格伊
阿兰唐格伊（Aranthangi），是印度泰米尔纳德邦Pudukkottai县的一个城镇。总人口34266（2001年）。

## 人口
该地2001年总人口34266人，其中男性16889人，女性17377人；0—6岁人口4099人，其中男2069人，女2030人；识字率79.52%，其中男性为84.37%，女性为74.81%。